# Дискография Mr. Mister
Дискография американской поп-рок-группы Mr. Mister включает в себя 4 студийных альбома, 2 концертных альбома, 6 сборников, 9 синглов, 1 видеоальбом, 8 видеоклипов.
В 1984 году Mr. Mister выпустили свой дебютный альбом, I Wear the Face. Он не попал в чарты и не был успешен в коммерческом плане.
Второй студийный альбом, Welcome to the Real World был очень успешен в коммерческом отношении. Он возглавил чарт Billboard 200, а также получил платиновую сертификацию от Американской ассоциации звукозаписывающих компаний. В Канаде, Норвегии, Великобритании и Швейцарии альбом вошел в десятку лучших. Альбом стал трижды платиновым в Канаде, Британская ассоциация производителей фонограмм присвоила диску золотой статус. Синглы «Broken Wings» и «Kyrie» заняли первые места в чарте Billboard Hot 100, а также возглавили Canadian Singles Chart. В Канаде они получили золотой статус. Третий студийный альбом, Go On..., был издан в 1987 году. В Billboard 200 он добрался до 55 места. Альбом также попал в чарты Швеции, Норвегии и Швейцарии. Кроме того, он попал в Canadian Albums Chart, и получил золотой статус в Канаде.
Последующие релизы группы не имели коммерческого успеха и не попали в хит-парады.

## Студийные альбомы
| Год                                                                        | Название                  | Детали                                                     | Максимальные позиции в хит-парадах | Максимальные позиции в хит-парадах | Максимальные позиции в хит-парадах | Максимальные позиции в хит-парадах | Максимальные позиции в хит-парадах | Максимальные позиции в хит-парадах | Максимальные позиции в хит-парадах | Максимальные позиции в хит-парадах | Максимальные позиции в хит-парадах | Сертификации                                          |
| Год                                                                        | Название                  | Детали                                                     | США                                | АВТ                                | ГЕР                                | КАН                                | НОР                                | НОЗ                                | ШВЕ                                | ШВА                                | ВЕЛ                                | Сертификации                                          |
| -------------------------------------------------------------------------- | ------------------------- | ---------------------------------------------------------- | ---------------------------------- | ---------------------------------- | ---------------------------------- | ---------------------------------- | ---------------------------------- | ---------------------------------- | ---------------------------------- | ---------------------------------- | ---------------------------------- | ----------------------------------------------------- |
| 1984                                                                       | I Wear the Face           | - Выпущен: 27 марта - Лейбл: RCA - Форматы: LP, CS, CD     | —                                  | —                                  | —                                  | —                                  | —                                  | —                                  | —                                  | —                                  | —                                  |                                                       |
| 1985                                                                       | Welcome to the Real World | - Выпущен: 27 ноября - Лейбл: RCA - Форматы: LP, CS, CD    | 1                                  | 12                                 | 8                                  | 2                                  | 2                                  | 21                                 | 13                                 | 10                                 | 6                                  | - США: Платиновый - ВЕЛ: Золотой - КАН: 3× Платиновый |
| 1987                                                                       | Go On...                  | - Выпущен: 8 сентября - Лейбл: RCA - Форматы: LP, CS, CD   | 55                                 | —                                  | 52                                 | 36                                 | 13                                 | —                                  | 9                                  | 15                                 | —                                  | - КАН: Золотой                                        |
| 2010                                                                       | Pull                      | - Выпущен: 23 ноября - Лейбл: Little Dume - Формат: CD, ЦД | —                                  | —                                  | —                                  | —                                  | —                                  | —                                  | —                                  | —                                  | —                                  |                                                       |
| «—» означает, что альбом не попал в чарт, либо не был издан в этой стране. |                           |                                                            |                                    |                                    |                                    |                                    |                                    |                                    |                                    |                                    |                                    |                                                       |

## Сборники
| Год                                                                         | Название                                  | Детали                                                                             | Максимальные позиции в хит-парадах | Максимальные позиции в хит-парадах | Максимальные позиции в хит-парадах | Максимальные позиции в хит-парадах | Максимальные позиции в хит-парадах | Максимальные позиции в хит-парадах | Максимальные позиции в хит-парадах | Максимальные позиции в хит-парадах | Сертификации |
| Год                                                                         | Название                                  | Детали                                                                             | США                                | АВТ                                | ГЕР                                | НОР                                | НОЗ                                | ШВЕ                                | ШВА                                | ВЕЛ                                | Сертификации |
| --------------------------------------------------------------------------- | ----------------------------------------- | ---------------------------------------------------------------------------------- | ---------------------------------- | ---------------------------------- | ---------------------------------- | ---------------------------------- | ---------------------------------- | ---------------------------------- | ---------------------------------- | ---------------------------------- | ------------ |
| 1993                                                                        | Kyrie                                     | - Выпущен: - Лейбл: BMG Ariola Miller GmbH - Формат: CD                            | —                                  | —                                  | —                                  | —                                  | —                                  | —                                  | —                                  | —                                  |              |
| 1998                                                                        | Broken Wings                              | - Выпущен: 10 августа (Европа) - Лейбл: BMG UK & Ireland - Формат: CD              | —                                  | —                                  | —                                  | —                                  | —                                  | —                                  | —                                  | —                                  |              |
| 2000                                                                        | Welcome to the Real World/I Wear the Face | - Выпущен: - Лейбл: Eagle - Формат: 2xCD                                           | —                                  | —                                  | —                                  | —                                  | —                                  | —                                  | —                                  | —                                  |              |
| 2001                                                                        | The Best of Mr. Mister                    | - Выпущен: 2001 (США) 21 июля 2003 (Европа) - Лейбл: BMG UK & Ireland - Формат: CD | —                                  | —                                  | —                                  | —                                  | —                                  | —                                  | —                                  | —                                  |              |
| 2004                                                                        | Broken Wings: The Encore Collection       | - Выпущен: 1 июня (США) - Лейбл: BMG Special Products - Формат: CD                 | —                                  | —                                  | —                                  | —                                  | —                                  | —                                  | —                                  | —                                  |              |
| 2011                                                                        | Playlist: The Best of Mr. Mister          | - Выпущен: 4 марта (США) - Лейблы: Legacy, RCA - Формат: CD                        | —                                  | —                                  | —                                  | —                                  | —                                  | —                                  | —                                  | —                                  |              |
| «—» означает, что сборник не попал в чарт, либо не был издан в этой стране. |                                           |                                                                                    |                                    |                                    |                                    |                                    |                                    |                                    |                                    |                                    |              |

## Синглы
| Год                                                                         | Название               | Максимальные позиции в хит-парадах | Максимальные позиции в хит-парадах | Максимальные позиции в хит-парадах | Максимальные позиции в хит-парадах | Максимальные позиции в хит-парадах | Максимальные позиции в хит-парадах | Максимальные позиции в хит-парадах | Максимальные позиции в хит-парадах | Сертификации   | Альбом                    |
| Год                                                                         | Название               | США                                | АВТ                                | ГЕР                                | КАН                                | НОР                                | НОЗ                                | ШВЕ                                | ШВА                                | Сертификации   | Альбом                    |
| --------------------------------------------------------------------------- | ---------------------- | ---------------------------------- | ---------------------------------- | ---------------------------------- | ---------------------------------- | ---------------------------------- | ---------------------------------- | ---------------------------------- | ---------------------------------- | -------------- | ------------------------- |
| 1984                                                                        | «Hunters of the Night» | 57                                 | —                                  | —                                  | —                                  | —                                  | —                                  | —                                  | —                                  |                | I Wear the Face           |
| 1985                                                                        | «Broken Wings»         | 1                                  | 17                                 | 8                                  | 1                                  | 4                                  | 13                                 | 14                                 | 4                                  | - КАН: Золотой | Welcome to the Real World |
| 1985                                                                        | «Kyrie»                | 1                                  | 5                                  | 7                                  | 1                                  | 1                                  | 30                                 | 6                                  | 3                                  | - КАН: Золотой | Welcome to the Real World |
| 1985                                                                        | «Is It Love»           | 8                                  | —                                  | 42                                 | 20                                 | —                                  | —                                  | —                                  | —                                  |                | Welcome to the Real World |
| 1986                                                                        | «Black/White»          | —                                  | —                                  | —                                  | 93                                 | —                                  | —                                  | —                                  | —                                  |                | Welcome to the Real World |
| 1987                                                                        | «Something Real»       | 29                                 | —                                  | —                                  | 38                                 | —                                  | —                                  | —                                  | —                                  |                | Go On...                  |
| 1987                                                                        | «Healing Waters»       | —                                  | —                                  | —                                  | —                                  | —                                  | —                                  | —                                  | —                                  |                | Go On...                  |
| 1987                                                                        | «The Border»           | —                                  | —                                  | —                                  | —                                  | —                                  | —                                  | —                                  | —                                  |                | Go On...                  |
| 1988                                                                        | «Stand and Deliver»    | —                                  | —                                  | —                                  | —                                  | —                                  | —                                  | —                                  | —                                  |                | Go On...                  |
| «—» означает, что сингл не попал в чарт, либо не был выпущен в этой стране. |                        |                                    |                                    |                                    |                                    |                                    |                                    |                                    |                                    |                |                           |

## Концертные и видеоальбомы
| Год                                                                        | Название                                  | Детали                     | Максимальные позиции в хит-парадах | Максимальные позиции в хит-парадах | Максимальные позиции в хит-парадах | Максимальные позиции в хит-парадах | Максимальные позиции в хит-парадах | Максимальные позиции в хит-парадах | Максимальные позиции в хит-парадах | Максимальные позиции в хит-парадах | Сертификации |
| Год                                                                        | Название                                  | Детали                     | США                                | АВТ                                | ГЕР                                | НОР                                | НОЗ                                | ШВЕ                                | ШВА                                | ВЕЛ                                | Сертификации |
| -------------------------------------------------------------------------- | ----------------------------------------- | -------------------------- | ---------------------------------- | ---------------------------------- | ---------------------------------- | ---------------------------------- | ---------------------------------- | ---------------------------------- | ---------------------------------- | ---------------------------------- | ------------ |
| 1986                                                                       | Live Double Pack                          | - Лейбл: RCA - Формат: LP  | —                                  | —                                  | —                                  | —                                  | —                                  | —                                  | —                                  | —                                  |              |
| 1986                                                                       | Black/White — Life Goes On (live version) | - Лейбл: RCA - Формат: LP  | —                                  | —                                  | —                                  | —                                  | —                                  | —                                  | —                                  | —                                  |              |
| 1986                                                                       | Kyrie                                     | - Лейбл: RCA - Формат: CDV | —                                  | —                                  | —                                  | —                                  | —                                  | —                                  | —                                  | —                                  |              |
| «—» означает, что альбом не попал в чарт, либо не был издан в этой стране. |                                           |                            |                                    |                                    |                                    |                                    |                                    |                                    |                                    |                                    |              |

## Видеоклипы
| Год                                                                            | Название               | Режиссёр            |
| ------------------------------------------------------------------------------ | ---------------------- | ------------------- |
| 1984                                                                           | «Hunters of The Night» | —                   |
| 1985                                                                           | «Broken Wings»         | Оли Сэссон          |
| 1985                                                                           | «Kyrie»                | Ник Моррис          |
| 1986                                                                           | «Is It Love»           | Оли Сэссон          |
| 1987                                                                           | «Something Real»       | Збигниев Рубцинский |
| 1987                                                                           | «Healing Waters»       | Мэйерт Эвис         |
| 1987                                                                           | «The Border»           | Мэйерт Эвис         |
| 1988                                                                           | «Stand and Deliver»    | Тони Грико          |
| «—» означает, что режиссёр этого клипа неизвестен из-за отсутствия источников. |                        |                     |

## Саундтреки
| Год  | Фильм/Игра                  | Альбом | Песня            |
| ---- | --------------------------- | --- | ---------------- |
| 1984 | Youngblood                  | Youngblood (Original Motion Picture Soundtrack)                                                              | «Something Real» |
| 1986 | American Anthem             | American Anthem (Original Motion Picture Soundtrack)                                                         | «Run to Her»     |
| 2002 | Grand Theft Auto: Vice City | Grand Theft Auto Vice City O.S.T - Volume 3 : Emotion 98.3 Grand Theft Auto Vice City O.S.T. — Greatest Hits | «Broken Wings»   |